# إد أبلتون
إد أبلتون (بالإنجليزية: Ed Appleton) هو لاعب كرة قاعدة أمريكي، ولد في 29 فبراير 1892 في أرلينغتون في الولايات المتحدة، وتوفي في 27 يناير 1932.

## وصلات خارجية
- إد أبلتون على موقعبيزبول رفرنس.كوم (الدوري الرئيسي) (الإنجليزية)
- إد أبلتون على موقعبيزبول رفرنس.كوم (الدوري الثانوي) (الإنجليزية)
- إد أبلتون على موقع مشجعي الرسوم البيانية (الإنجليزية)